# Georg Naue
Georg Naue (* vor 1890; † nach 1900) war ein deutscher Regattasegler.
Bei den Olympischen Spielen 1900 trat Naue zusammen mit Paul Wiesner, Ottokar Weise und Heinrich Peters am 20. Mai in der Offenen Klasse an, die Berliner belegten mit ihrer Aschenbrödel den zweiten Platz hinter einer britischen Crew mit der Scotia. Am 24. Mai traten Wiesner, Peters und Naue sowie Arthur Bloomfeld, als Ersatzmann für den angeschlagenen Weise, im ersten Wettbewerb in der Bootsklasse bis zu einem Gewicht von einer Tonne an und gewannen die Regatta. Beim Nachwiegen stellte sich allerdings heraus, dass das Boot mit 1,041 t zu schwer war, deshalb wurde das Boot disqualifiziert und die Scotia zum siegreichen Boot erklärt. Daraufhin trat die Crew der Aschenbrödel, jetzt wieder mit Ottokar Weise, in der nächsten Wettfahrt in der nächsthöheren Bootsklasse bis zu 1,5 t an und siegte vor der Schweizer Yacht Lérina, die die erste Wettfahrt in dieser Bootsklasse gewonnen hatte.